# Рашид Аззузі
Рашид Аззузі (араб. Rachid Azzouzi, нар. 10 січня 1971, Фес) — марокканський футболіст, що грав на позиції півзахисника. По завершенні ігрової кар'єри — футбольний тренер та функціонер.
Практично всю кар'єру провів у клубах Німеччини «Дуйсбург», «Фортуна» (Кельн) та «Гройтер», проте в Бундеслізі провів всього три сезони, натомість більшість часу грав у Другий Бундеслізі (12 сезонів), де зіграв 258 матчів, в яких забив 29 голів. Також виступав за національну збірну Марокко, у складі якої був учасником двох чемпіонатів світу, двох Кубків африканських націй, а також Олімпійських ігор 1992 року.

## Клубна кар'єра
Рашид народився 10 січня 1971 року у Фесі, втім у ранньому віці переїхав з батьками до Західної Німеччини, у Рейнську область.. Починав грати у футбол у молодіжних командах Маріядорфа — «Герті» та «Алеманії», а у сезоні 1988/89 перебував у другій команді «Кельна».
У дорослому футболі дебютував 1989 року виступами за команду клубу «Дуйсбург», в якій провів шість сезонів, взявши участь у 110 матчах чемпіонату. За цей час двічі виходив з командою до Бундесліги, втім лише одного разу у сезоні 1993/94 клуб зумів закінчити у середині таблиці. У двох інших сезонах (1991/92 та 1993/94) клуб закінчував у зоні вильоту і вилітав назад у Другу Бундеслігу.
Згодом з 1995 по 1997 рік грав у Другій Бундеслізі за «Фортуну» (Кельн), а потім там само шість сезонів виступав за «Гройтер».
У 2003 році пів сезону грав у китайській Цзя-А Лізі за «Чунцін Ліфань», провівши 11 матчів у чемпіонаті, після чого повернувся у «Гройтер», де і завершив професійну ігрову кар'єру у 2004 році.

## Виступи за збірну
26 грудня 1991 року дебютував в офіційних матчах у складі національної збірної Марокко в товариській грі проти Алжиру (1:1), а вже на початку наступного року поїхав з командою на Кубок африканських націй 1992 року у Сенегалі, де зіграв у обох матчах, втім марокканці зайняли останнє 3-тє місце у групі. А вже влітку зіграв у двох матчах за олімпійську збірну Марокко на футбольному турнірі літніх Олімпійських іграх 1992 року в Іспанії: з Південною Кореєю (1:1), та Швецією (0:4), втім і тут збірна не вийшла в плей-оф
Згодом у складі збірної був учасником двох поспіль «мундіалів» — чемпіонату світу 1994 року у США та чемпіонату світу 1998 року у Франції, де зіграв три і два матчі відповідно. Мім цими турнірами також ще встиг зіграти на Кубку африканських націй 1998 року у Буркіна Фасо, де дійшов з командою до чвертьфіналу.
Всього протягом кар'єри у національній команді, яка тривала 7 років, провів у формі головної команди країни 37 матчів.

## Кар'єра тренера та функціонера
Завершивши ігрову кар'єру залишився у «Гройтері» і у сезоні 2004/05 він був тренером молодіжної команди U-17, якій не зумів допомогти врятуватись від вильоту з B-Jugend-Regionalliga. Після цього з 2005 по 2007 рік Аззузі працював у тренерському штабі команди, а в подальшому перейшов на функціонерські посади, ставши спочатку менеджером з менеджменту (2007/08), а потім спортивним директором клубу (2008–2012). 
25 травня 2012 року було оголошено, що Аззузі стане новим спортивним директором клубу Другої Бундесліги «Санкт-Паулі». 16 грудня 2014 року він залишив свою посаду в клубі. 
10 червня 2015 року підписав дворічний контракт з «Фортуною» (Дюссельдорф), де теж став працювати як спортивний директор. Однак ця співпраця закінчилася менш ніж через рік, 25 травня 2016 року. 
22 листопада 2017 Рашид повернувся в «Гройтер» назад в на посаду спортивного директора. 